# Moving Waves
Moving Waves to drugi studyjny album holenderskiego zespołu Focus. Z tego albumu pochodzi największy przebój zespołu, „Hocus Pocus”.

## Lista utworów
1. „Hocus Pocus” – 6:42
2. „Le Clochard” („Bread”) – 2:01
3. „Janis” – 3:09
4. „Moving Waves” – 2:42
5. „Focus II” – 2:56
6. „Eruption:” -23:04
  1. „Orfeus” – 1:22
  2. „Answer” – 1:35
  3. „Orfeus” – 1:20
  4. „Answer” – 0:52
  5. „Pupilla” – 1:03
  6. „Tommy” – 1:45
  7. „Pupilla” – 0:34
  8. „Answer” – 0:21
  9. „The Bridge” – 5:20
  10. „Euridice” – 1:40
  11. „Dayglow” – 2:02
  12. „Endless Road” – 1:43
  13. „Answer” – 0:34
  14. „Orfeus” – 0:51
  15. „Euridice” – 1:37

## Twórcy
- Thijs van Leer – pianino, organy Hammonda, syntezator, melotron, flet poprzeczny, akordeon, śpiew
- Jan Akkerman – gitara, gitara basowa, instrumenty perkusyjne
- Cyril Havermans – gitara basowa, śpiew
- Pierre van der Linden – perkusja, instrumenty perkusyjne